# ニューネン・ヘルヴェン・エン・ネーデルヴェテン
ニューネン・ヘルヴェン・エン・ネーデルヴェテン（Nuenen, Gerwen en Nederwetten [ˌnynə(n) ˌɣɛrʋə(n) ɛn neːdərˈʋɛtə(n)] ( 音声ファイル)）は、オランダ北ブラバント州の基礎自治体（ヘメーンテ）。アイントホーフェンの北東6km、アムステルダムの南東110kmの位置にある。ニューネン、ヘルヴェン、ネーデルヴェテンの各地区のほか、いくつかの村（オプウェッテン、ボールト、エーンアイント、スタト・ファン・ヘルヴェン、オレン）から成る。
「ニューネン」は、日本語では「ヌエネン」「ヌーネン」と表記されることもある。

## 概要
総合電機メーカーフィリップスの従業員やアイントホーフェン工科大学の教員や学生などの新たな住人により徐々に人口が増えている。

## 歴史
ニューネン、ヘルヴェン両村の原形は5世紀から8世紀に遡ると考えられる。ブラバント公ジャン2世の下の1300年頃、村として成立した。ネーデルヴェテンは12世紀に成立した。1810年、フランス政府によりネーデルヴェテンはエカルトと併合され、他方、ニューネンとヘルヴェンも統合されてニューネン・エン・ヘルヴェンとなった。1821年、エカルトが教会領に編入され、ネーデルヴェテンはニューネン・エン・ヘルヴェンと統合されてニューネン・ヘルヴェン・エン・ネーデルヴェテンとなった。
20世紀にこの自治体はアイントホーフェンに併合される可能性もあったが、それは実現しなかった。しかしアイントホーフェン近郊の町として、産業がもたらされた。

## 交通
バス
アイントホーフェンへ121系統バスで15分（1時間に6本運行）。

## ゴッホとの関係

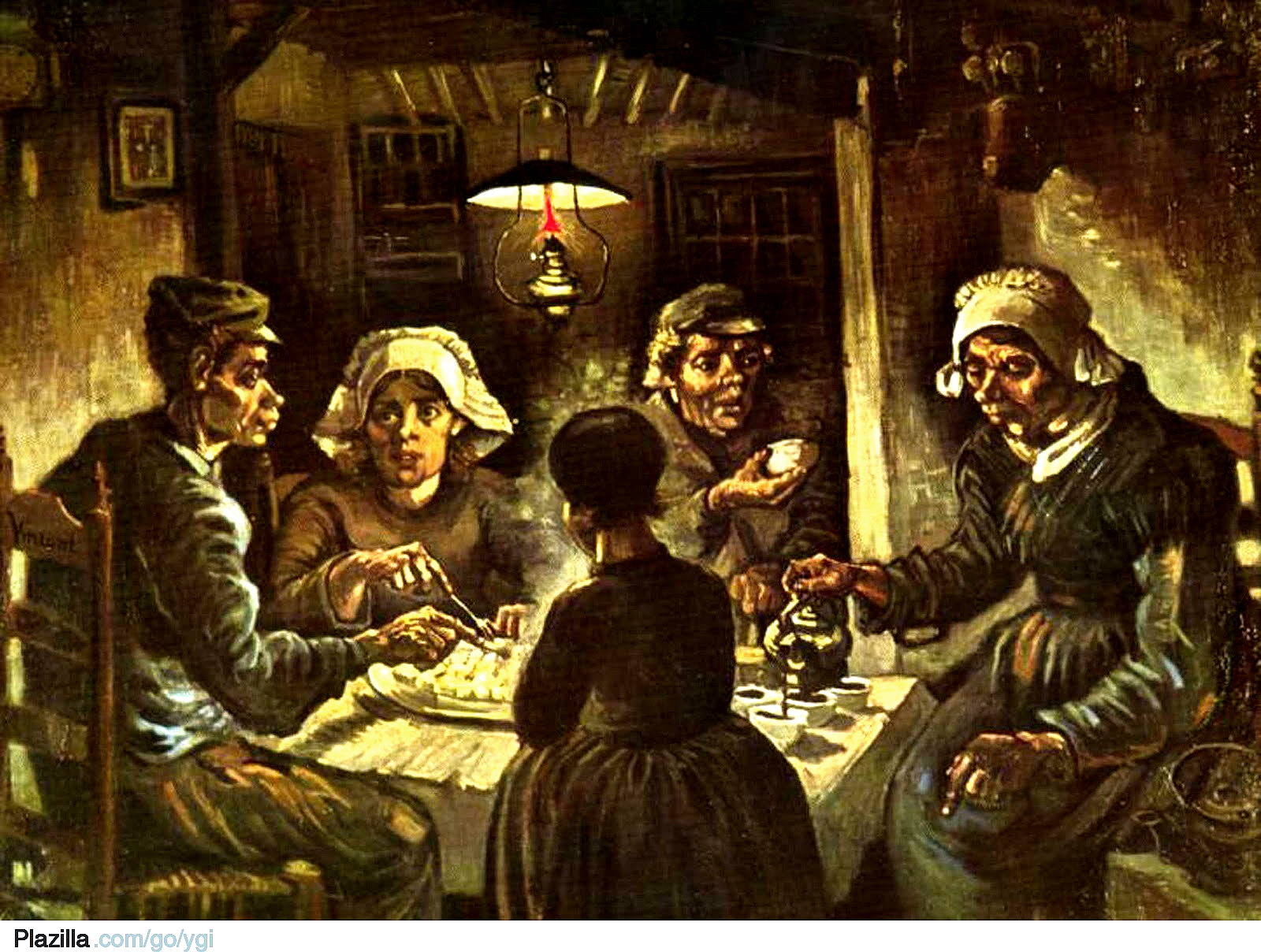
ジャガイモを食べる人々
（フィンセント・ファン・ゴッホ作 1885年）

この街は、画家フィンセント・ファン・ゴッホが1883年12月から1885年11月まで父母と暮らしたことで知られており、ゴッホの暮らした家は現存している。また、街並みを描いた絵も多く「ニューネンの古い教会の塔」、「ニューネンのプロテスタント教会を出る会衆」などが知られる。